# マイク・ラヴ
マイケル・エドワード・ラヴ（Michael Edward Love、1941年3月15日 - ）は、ザ・ビーチ・ボーイズの結成メンバーの一人。ビーチ・ボーイズでは主にリード・ヴォーカルを担当し、多くの曲を作詞した。ウィルソン兄弟の従兄である（母親がウィルソン兄弟の父親の妹）。

## ビーチ・ボーイズで
マイク・ラヴはビーチ・ボーイズの初期ヒット曲の多くでリード・ヴォーカルを担当した。その中には「サーフィン」「409」「サーフィン・サファリ」「 サーフィン・U.S.A.」「リトル・デュース・クーペ」「ファン・ファン・ファン」「ビー・トゥルー・トゥ・ユア・スクール」「リトル・セイント・ニック」「パンチで行こう」「アイ・ゲット・アラウンド」「カリフォルニア・ガールズ」を含む。彼のヴォーカリストとしての役割は次第に小さくなっていったが、ライヴ・ステージでは一貫して進行役を務めた。
マイクはビーチ・ボーイズのヒット曲の大半を作詞した。多くはサーフィンと恋愛をテーマにした物であった。バンドの初期のホットロッド・ナンバーは大半をゲイリー・アッシャーとロジャー・クリスチャンが作詞した。作曲にも多少だが関わっており、例えば1964年のNo.1ヒット「アイ・ゲット・アラウンド」のイントロのフレーズは、作詞・作曲ともマイクによるものである。1970年代に入ってからは「ビッグ・サー」「誰もが君を愛してる」などの単独作も発表している。
ヴォーカリストとしてはかなり多彩で、一般的に一連のサーフィン&ホット･ロッド・ソングで聴ける、鼻にかかった饒舌な歌唱で知られるが、一方「ハッシャバイ」「ココモ」などのスローやミディアムな曲では、ささやくような歌唱も聴くことができる。コーラスでは主に低音を担当し、ブライアンのファルセットと並び、ビーチ・ボーイズのハーモニーを特徴付けるものとなっている。
1960年代後半に、リーダーであったブライアン・ウィルソンが精神疾患と麻薬によって活動ができなかった時に、マイクはバンドの中心的存在としての役割を果たした。描写の信憑性に関しては議論の余地があるが、バンドの物語に於いて彼はしばしば「悪漢」として描かれている。
彼は保守的な考えを持っているにもかかわらず、ポップ・ミュージシャンとして初めてトランセンデンタル・メディテーション（超越瞑想）に関わることとなった。彼は1968年前半にビートルズやドノヴァンと共にインドのリシケーシュでマハリシ・マヘッシ・ヨギと出会った。彼はトランセンデンタル・メディテーションの主張者で、1968年の『フレンズ』ではTMをテーマとした曲を収録した。
1960年代後半になるとブライアン・ウィルソンはツアーに参加せず、カール・ウィルソンがバンドのリーダーシップを取るようになるが、1980年代前半になるとマイクがバンドを支配するようになり、1960年代のヒットの再来を願い以前の「夏」「サーフィン」をテーマとした曲を録音するようになる。
楽器は主にテナー・サックスやタンバリンを担当した。「シャット・ダウン」の間奏（レコード、ライヴ共）で、たった2音ながら彼のプレイが聴ける。「ココモ」のミュージックビデオでもサックスソロを演奏している（実際のプレイはジョエル・ペスキンによるもの）。ギターやピアノも多少なら演奏でき、レコーディングやステージでは演奏しないが、作曲には活用している模様である。当初の「グッド・ヴァイブレーション」のライヴ演奏では、マイク自ら歌いながらリボン・コントローラーを演奏するシーンが印象的だったが、1970年代後半からはツアー・メンバーがシンセサイザーで代用するようになった。
1998年のカール・ウィルソンの死去、アル・ジャーディンの事実上の脱退に伴い、マイクはビーチ・ボーイズ名義を用いてライヴ活動を行う権利を有する唯一のオリジナル・メンバーとなり、現在もブルース・ジョンストンやツアー・メンバーと共に、世界中でライヴ・ツアーを繰り広げている。
2012年4月から9月までビーチ・ボーイズのデビュー50周年リユニオン・プロジェクトに加わり、レコーディングとワールド・ツアーに参加したが、同年10月以降は再びブルースとのリユニオン前のバンドでツアーを続行している。

## ペット・サウンズ／スマイル論争
ブライアンが『ペット・サウンズ』の作詞家トニー・アッシャーや『スマイル』の共同製作者ヴァン・ダイク・パークスに依存するようになり、マイクの地位は彼らに奪われることとなった。そのことが原因でマイクは、ブライアンと彼の1965年後半から1967年前半の作品に対し、ますます敵意を抱くようになった。それらの作品は現在、音楽評論家やファンたちから、ブライアンの経歴における最も創造的な時期の作品と広く認められる。
伝えられるところによれば、マイクは『ペット・サウンズ』のマテリアルに対してバンドが反対するように導き、特に「ハング・オン・トゥ・ユア・エゴ」の収録に反対した。しかしながら、この時点でブライアンはまだマイクの反対を押し切るほどのバンドに対する支配力を保持し、同曲は書き直され「救いの道」として結局収録されることとなり、アルバムは多かれ少なかれブライアンが意図したように完成した。マイクはパークスの詩に対して個人的な強い嫌悪感を明らかにしたが、彼はバンドが成功したイメージを放棄することによってその人気を失う危険を冒すことを心配したとしばしば語った。
マイクの『ペット・サウンズ』に対する見方に影響を及ぼしていたもう一つの要因は、ブライアンが1964年後半にツアーへの参加を取りやめスタジオ活動に専念することになった一方、マイクを始めとするバンドのメンバーはブライアンの創り出すますます複雑になった曲を演奏しなければならなかったことに対する不満である。ブライアンの急速な音楽的進歩が、バンドをますます困難な位置に追いやったことに疑いはない。「グッド・ヴァイブレーション」の場合、ブライアンはセッション・ミュージシャンを起用し数ヶ月の期間をかけて録音を行った。グループは単なるヴォーカリストに過ぎず、ブライアンの複雑なアレンジはバンドがステージで演奏するのをほとんど不可能にしていた。結果アレンジを簡略化したり、後年にはツアー・メンバーを補充したりして、ライヴでの演奏を乗り切ったが、レコードで聴ける深みのある音像には及ばなかった。
なお、2005年に、マイクは『ペット・サウンズ』をフェイヴァリットに挙げているものの、2004年にブライアンの手により完成された『スマイル』については「聴く気がしない。ビーチ・ボーイズで完成させた方がずっと良いものになったはずだ。」という見解を表明している。

## 法的係争
マイクは1992年、ブライアンに対し、1962～66年にビーチ・ボーイズで発表された48曲について「実際には作詞作曲に参加したにもかかわらず、ブライアンが気まぐれで自分をクレジットしなかった」と訴訟を起こした。その訴えは1994年、うち35曲について認められ、以後それらの曲にマイクもクレジットされることになった。マイクはこの訴訟で50万ドルを得た。この訴訟は、ビーチ・ボーイズと疎遠になっていたブライアンをバンドに引き戻す目的もあり、その甲斐あって、ブライアンは1995～96年、一時的にビーチ・ボーイズに復帰した。